# Идрис Алаома
Идрис Алаома (Алум) — правитель государства Борну в Центральном Судане в 1580—1617 годах.
При нём Борну достиг наибольшего могущества, включив в свой состав после длительных войн ряд областей в районе озера Чад. Идрис Алаома модернизировал армию Борну, которая впервые получила огнестрельное оружие, ввозившееся из Северной Африки. В период правления Идриса Алаома в Борну укрепились позиции мусульманского духовенства, обычное право в судопроизводстве и в быту было заменено шариатом.